# Rue du Pré-aux-Chevaux
La rue du Pré-aux-Chevaux est une voie située dans le quartier d'Auteuil du 16e arrondissement de Paris.

## Situation et accès

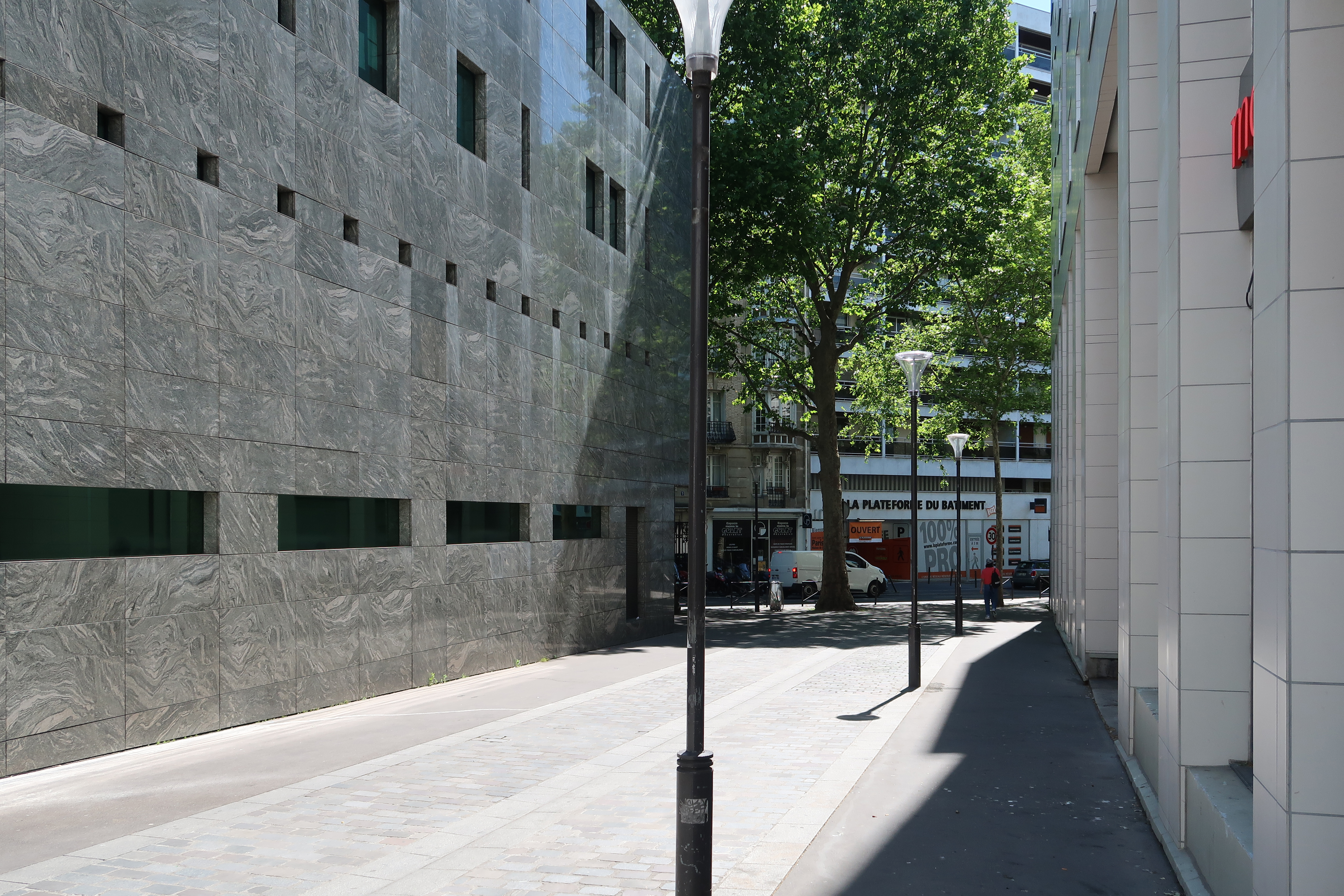
Vers la rue Gros.

Cette voie, qui est piétonne traversière, n'a aucun numéro. Elle est bordée au nord-ouest par le côté d'un immeuble de l'OPAC avec les accès techniques et de livraison d'un supermarché en occupant le rez-de-chaussée et au sud-est par l'arrière d'un immeuble abritant un hôtel de luxe. La rue débouche sur la maison de Radio-France.
La rue du Pré-aux-Chevaux est desservie par le RER C à la gare de l'avenue du Président Kennedy.

## Origine du nom
Son nom fait référence à un ancien lieu-dit présent dans la zone.

## Historique
La voie est créée dans le cadre de l'aménagement de la ZAC Gros Boulainvilliers sous le nom provisoire de « voie AO/16 » et prend sa dénomination actuelle par un arrêté municipal du 14 janvier 1994. 